# Carlotta von Boos-Waldeck

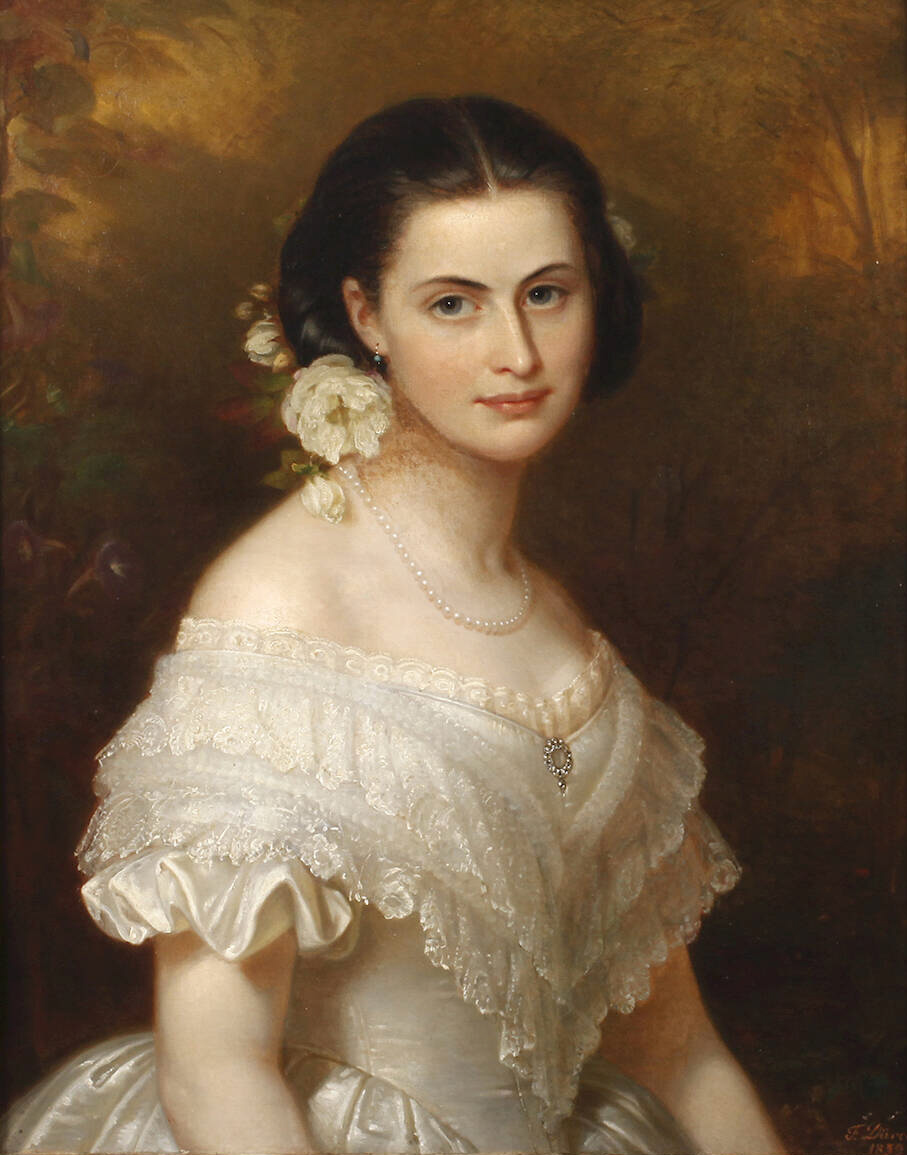
Friedrich Dürck: Carlotta von Breidbach-Bürresheim, 1859

Carlotta von Boos-Waldeck, geb. Freiin von Breidbach-Bürresheim (* 5. Juni 1838 in Biebrich; † 4. März 1920 in Opatija) war eine deutsche Hofdame.

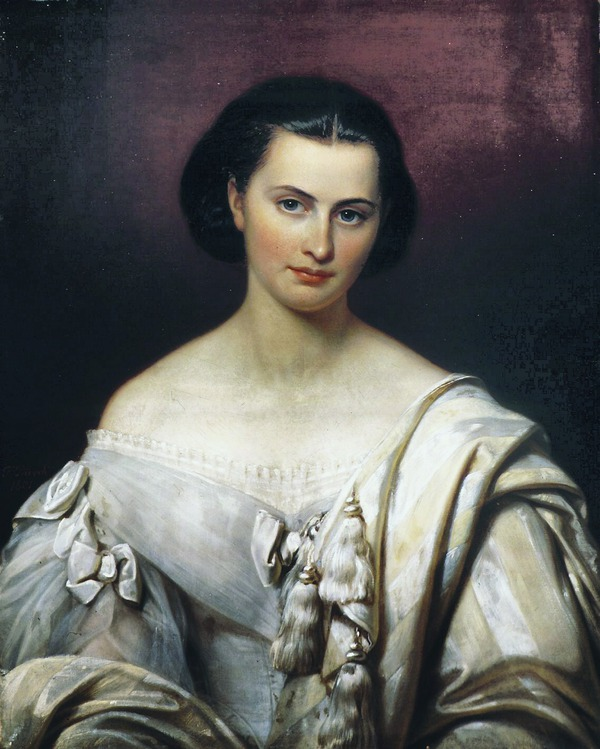
Friedrich Dürck: Carlotta von Breidbach-Bürresheim, 1863 (Gemälde der Schönheitengalerie Ludwig I.)

## Leben
Sie wurde als Tochter des Freiherrn Philipp Jacob von Breidbach-Bürresheim und seiner Gemahlin Caroline, geb. Freifrau von Greifenklau, in Biebrich geboren. Im Gefolge der Großherzogin Mathilde von Hessen-Darmstadt besuchte sie 1858 den Hof Maximilians II. in München, wobei sie den seit 1854 verwitweten Ludwig I. kennenlernte. Dieser verliebte sich in die Hofdame, deren Porträt er in der Schönheitengalerie aufhängen ließ und deren Zuneigung er mit nicht weniger als 250 Gedichten zu erringen suchte; einen Heiratsantrag des 50 Jahre älteren bayerischen Herrschers lehnte sie jedoch ab.
1863 heiratete sie den Grafen Philipp Boos von Waldeck, mit dem sie in Böhmen und auf einem Gut bei Salzburg lebte; das Paar hatte sechs Kinder.
Ihr aufgrund der Beziehung zu Ludwig I. wertvoller Nachlass befindet sich in der Bayerischen Staatsbibliothek.